# 余龙 (美术家)
余龙（1957年），中国四川省乐山市人，美术家，嘉州画院院长，中国美术家协会会员，乐山美术家协会副主席。